# 台湾糖業公司
台湾糖業公司（たいわんとうぎょうこうし、略称 台糖、通称 Taisugar）は台湾農産業で最大規模の企業であり、中華民国経済部に所属する国営企業。

## 歴史
日本の敗戦直前の台湾に於ける製糖会社は4社日糖興業（大日本製糖）、台湾製糖、明治製糖、鹽水港製糖、に統合されていたが、国民政府は1945年12月1日糖業監理委員会を組織して、台湾における製糖会社の業務と生産を管理して、資産、債務、債権を調査した。その後、1946年4月糖業接収委員会に移行して、正式の接収手続きを開始した。そして1946年5月1日に台湾糖業公司（台糖）の第一から第四までの分公司が成立した。1950年代から1960年代にかけて台糖は大量の砂糖製品を輸出し、当時台湾の最大企業となった。台糖は現在でも台湾の最大の地主であり、農場を主に台湾各地に土地を所有している。
台湾の砂糖事業は400年前のオランダ統治時代に遡る事が出来るが、最近では斜陽産業に属している。本業である製糖の営業収入が衰退してきたので、台糖は1990年代から多角的経営に乗り出し、観光産業、花の栽培、バイオテクノロジーや小売業（コンビニエンスストアや量販店）を開始した。ガソリンスタンドチェーンを経営したり、台湾高速鉄路公司の株主でもある。 目下、台糖公司は小売業、バイオテクノロジー、精緻農業（科学的農業）、畜産、商品販売、石油類販売、レジャー産業、砂糖等の八大事業部に分かれ、砂糖以外の事業は分社化して持株会社化する方向に予定している。
資産活性化及び資源調達の便を図るために（台糖各事業部の多くは台湾南部にある）、2005年10月7日に臨時株主総会を開いて会社の規則改定議案を通過させて、本社（総公司）を台北市から台南市の台糖糖業研究所用地に移転し、同年12月19日に執務を開始した。

## 鉄道事業

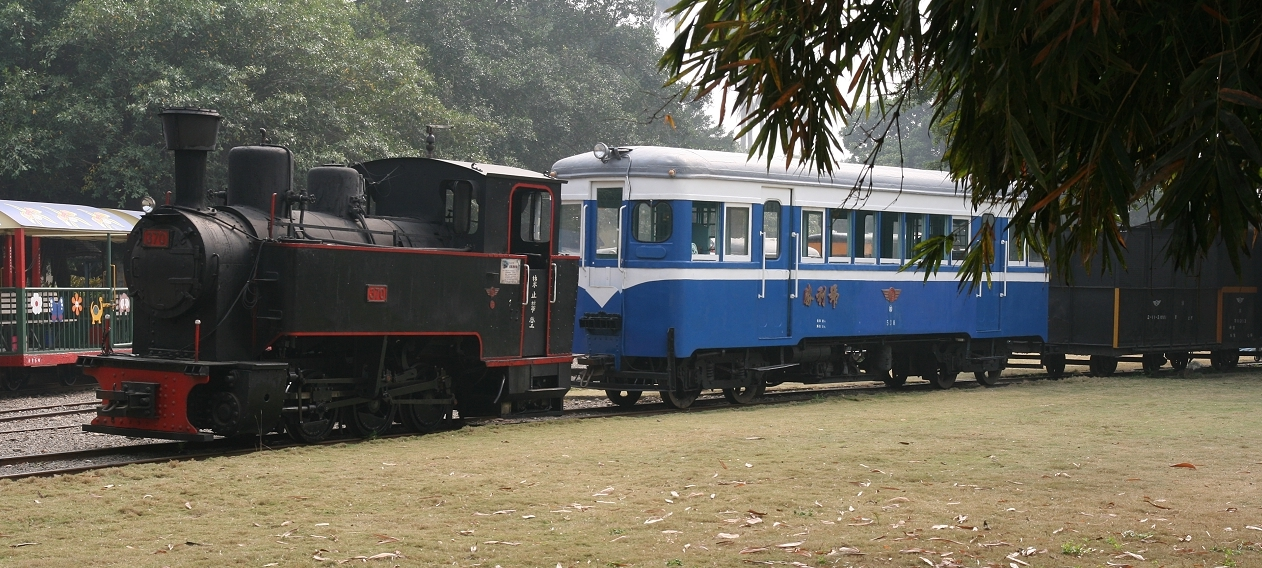
烏樹林糖廠の保存車両

サトウキビを収穫して糖廠（製糖工場）へと運搬する専用線から鉄道運営が始まり、台湾南西部を中心に最盛期は数百kmの路線があり、一部では旅客輸送も行っていた。サトウキビ輸送が下火になり、烏樹林糖廠で観光用トロッコ列車の営業を始めて人気となり、他の糖廠でも行う様になった。

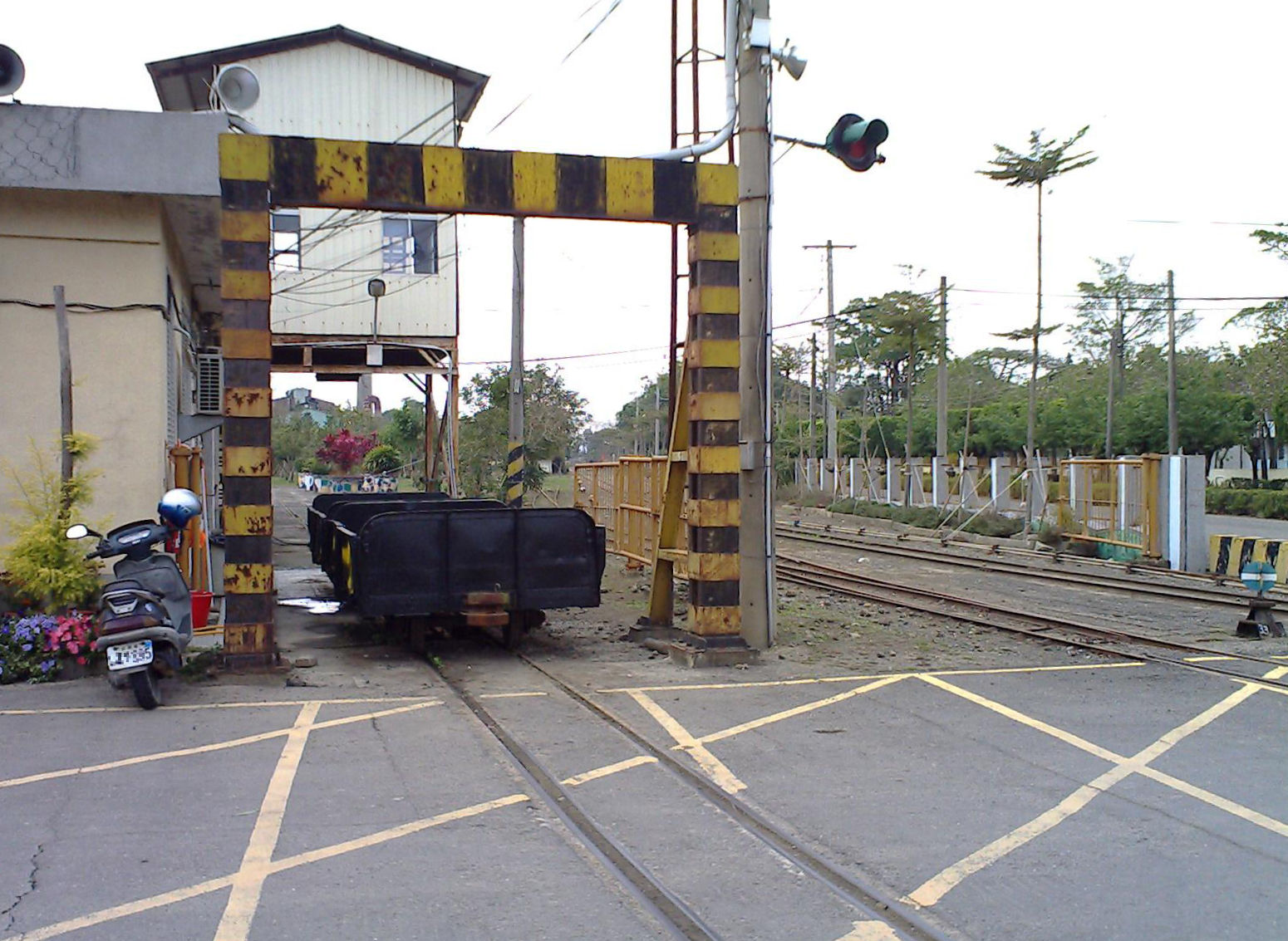
蒜頭糖廠の重量計測所

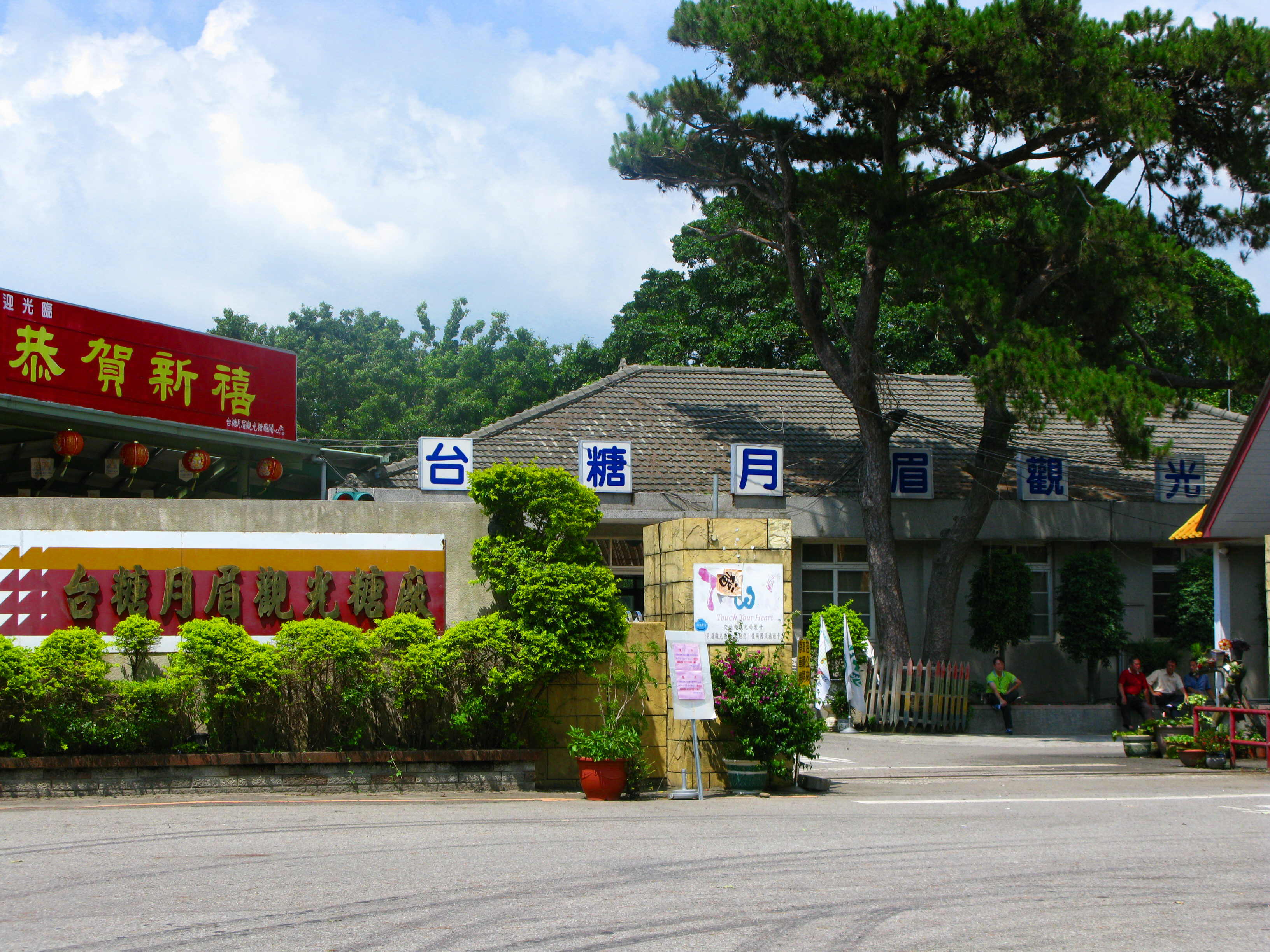
台糖月眉觀光糖廠

## 接収した工場と台湾製糖公司の工場名一覧
接収した工場は、もとの会社別に第一から第四分公司となった。接収後の工場名称と日本時代の工場名称は以下のとおり。
- 第一区分公司（元日糖興業（大日本製糖株式会社））　
  - 虎尾総廠-虎尾製糖所　第一工場、第二工場
  - 北港糖廠-北港製糖所
  - 大林糖廠-北港製糖所
  - 斗六糖廠-斗六製糖所
  - 彰化糖廠-彰化製糖所
  - 烏日糖廠-烏日製糖所
  - 月眉糖廠-月眉製糖所
  - 龍巌糖廠-龍巌製糖所
  - 潭子糖廠-潭子製糖所
  - 新竹糖廠-新竹工場
  - 玉井糖廠-玉井製糖所
  - 苗栗糖廠-苗栗製糖所
- 第二区分公司（元台湾製糖株式会社）
  - 橋頭糖廠-橋頭製糖所　第一工場、第二工場
  - 小港副産品加工廠-後壁林製糖所
  - 屏東総廠-阿緱製糖所
  - 南州糖廠-東港製糖所
  - 仁徳糖廠-車路墘製糖所
  - 永康糖廠-三崁店製糖所
  - 善化糖廠-湾裡製糖所
  - 埔里糖廠-埔里社製糖所
  - 旗山糖廠-旗尾製糖所
  - 恒春糖廠-恒春製糖所
- 第三区分公司（明治製糖株式会社）
  - 麻豆総廠-総爺工場
  - 佳里糖廠-䔥壠工場
  - 烏樹林糖廠-烏樹林工場
  - 南靖工場-南靖工場
  - 蒜頭糖廠-蒜頭工場
  - 南投糖廠-南投工場
  - 溪湖糖廠-溪湖工場
  - 台東糖廠-台東工場
- 第四区分公司（塩水港製糖株式会社）
  - 新営総廠-新営製糖所
  - 岸内糖廠-岸内製糖所　第一工場、第二工場
  - 光復糖廠-花蓮製糖所　大和工場
  - 溪州糖廠-溪州製糖所
  - 台中糖廠-台中製糖所